# ادواگیری
ادواگیری (به لاتین: Adoagyiri) یک منطقهٔ مسکونی در غنا است که در منطقه شرقی (غنا) واقع شده‌است.

## خصوصیات
ادواگیری — نفر جمعیت دارد.